# Кевін Лафранс
Кевін Лафранс (фр. Kevin Lafrance, нар. 13 січня 1990, Бонді, Франція) — гаїтянський футболіст, півзахисник клубу АЕЛ.
Виступав, зокрема, за клуб «Відзев», а також національну збірну Гаїті.

## Клубна кар'єра
У дорослому футболі дебютував 2007 року виступами за команду клубу СІАД (Мост), в якій провів два сезони.
Згодом з 2009 по 2013 рік грав у складі команд клубів «Банік» (Мост), «Славія» та «Вікторія» (Жижков) (в останніх двох на правах оренди).
Своєю грою за останню команду привернув увагу представників тренерського штабу клубу «Відзев», до складу якого приєднався 2013 року. Відіграв за команду з Лодзя наступний сезон своєї ігрової кар'єри.
Протягом 2014—2016 років захищав кольори інших польських клубів «Мєдзь» (Легниця) та «Хробри».
До складу клубу АЕЛ приєднався 2016 року.

## Виступи за збірну
2010 року дебютував в офіційних матчах у складі національної збірної Гаїті. Наразі провів у формі головної команди країни 25 матчів, забивши 2 голи.
У складі збірної був учасником розіграшу Золотого кубка КОНКАКАФ 2013 року в США, розіграшу Золотого кубка КОНКАКАФ 2015 року в США і Канаді, розіграшу Кубка Америки 2016 року в США.

## Титули і досягнення
- Володар Кубка Кіпру (1):

АЕЛ:  2018-19